# Lorenzo il Vecchio
Lorenzo di Giovanni de' Medici, detto il Vecchio (Firenze, 12 ottobre 1394 – Careggi, 23 settembre 1440), figlio secondogenito di Giovanni di Bicci, e dunque fratello minore di Cosimo il Vecchio, fu il capostipite del ramo cadetto dei Medici Popolano (o Trebbio). Il ramo Popolano salirà agli onori con Cosimo I dopo l'estinzione del ramo principale, quello di Cafaggiolo, con la morte di Alessandro de' Medici nel 1537.

## Biografia
Lorenzo nel 1416 sposò Ginevra di Giovanni di Amerigo dei Cavalcanti (morta dopo il 1476), dalla quale ebbe due figli: Francesco, che non generò una discendenza, e Pierfrancesco, dal quale continuò a svilupparsi il ramo cadetto della famiglia.
Fu sempre molto legato al suo fratello Cosimo, seguendolo negli spostamenti a Ferrara, Verona e Venezia ai tempi della pestilenza a Firenze (1430). Nel 1433 si trovava alla villa del Trebbio quando Cosimo venne arrestato con l'accusa di tirannia, e tentò di radunare un esercito per rientrare con la forza a Firenze, ma venne dissuaso. Decise dunque di riunire i suoi figli e quelli di Cosimo e lo raggiunse a Venezia. In seguito rientrò trionfalmente con Cosimo a Firenze segnando la riabilitazione del pater patriæ.
Lorenzo si dedicò nella vita soprattutto agli affari, nel banco di famiglia che il padre Giovanni aveva reso tanto forte e redditizio. Politicamente all'ombra del fratello, ricoprì comunque alcune cariche: membro dei Dieci di Balia nel 1431, ambasciatore a Venezia (1429), a Roma presso papa Eugenio IV (1431), e a Ferrara presso lo stesso pontefice (1438) per ottenere lo spostamento del concilio dalla città estense a Firenze.
Nel 1435 si trasferì a Roma per seguire da vicino gli affari del Banco Medici presso il pontefice, in qualità di depositario delle entrate della Camera Apostolica.
Secondo le fonti dell'epoca, fu un uomo di buona salute (a differenza del ramo del fratello Cosimo che soffriva di malattie ereditarie), attivo e amante della campagna, della caccia e dei cani, per questo soggiornava spesso nelle ville medicee.
Morì nel 1440 alla villa di Careggi e fu sepolto nella chiesa di famiglia, la basilica di San Lorenzo. I suoi figli dopo la sua morte passarono sotto la tutela dello zio Cosimo.

## Ascendenza
|                     |   |                   | Genitori |  |  | Nonni |  |  | Bisnonni                |  |  | Trisnonni |  |
|                     |   |                   |          |  |  |       |  |  | Salvestro "Chiarissimo" |  |  | Averardo  |  |
|                     |   |                   |          |  |  |       |  |  | Salvestro "Chiarissimo" |  |  | Averardo  |  |
|                     |   | Mandina Arrigucci |          |  |  |       |  |  | Salvestro "Chiarissimo" |  |  |           |  |
| Averardo            |   |                   |          |  |  |       |  |  | Salvestro "Chiarissimo" |  |  |           |  |
|                     |   | Lisa Donati       | …        |  |  |       |  |  |                         |  |  |           |  |
|                     |   | Lisa Donati       | …        |  |  |       |  |  |                         |  |  |           |  |
|                     |   | Lisa Donati       | …        |  |  |       |  |  |                         |  |  |           |  |
| Giovanni di Bicci   |   | Lisa Donati       |          |  |  |       |  |  |                         |  |  |           |  |
|                     |   | Francesco Spini   | …        |  |  |       |  |  |                         |  |  |           |  |
|                     |   | Francesco Spini   | …        |  |  |       |  |  |                         |  |  |           |  |
|                     |   | Francesco Spini   | …        |  |  |       |  |  |                         |  |  |           |  |
| Giacoma degli Spini |   | Francesco Spini   |          |  |  |       |  |  |                         |  |  |           |  |
|                     |   | …                 | …        |  |  |       |  |  |                         |  |  |           |  |
|                     |   | …                 | …        |  |  |       |  |  |                         |  |  |           |  |
|                     |   | …                 | …        |  |  |       |  |  |                         |  |  |           |  |
| Lorenzo de' Medici  |   | …                 |          |  |  |       |  |  |                         |  |  |           |  |
|                     | … | …                 |          |  |  |       |  |  |                         |  |  |           |  |
|                     | … | …                 |          |  |  |       |  |  |                         |  |  |           |  |
|                     | … | …                 |          |  |  |       |  |  |                         |  |  |           |  |
| Edoardo Bueri       | … |                   |          |  |  |       |  |  |                         |  |  |           |  |
|                     |   | …                 | …        |  |  |       |  |  |                         |  |  |           |  |
|                     |   | …                 | …        |  |  |       |  |  |                         |  |  |           |  |
|                     |   | …                 | …        |  |  |       |  |  |                         |  |  |           |  |
| Piccarda Bueri      |   | …                 |          |  |  |       |  |  |                         |  |  |           |  |
|                     |   | …                 | …        |  |  |       |  |  |                         |  |  |           |  |
|                     |   | …                 | …        |  |  |       |  |  |                         |  |  |           |  |
|                     |   | …                 | …        |  |  |       |  |  |                         |  |  |           |  |
| …                   |   | …                 |          |  |  |       |  |  |                         |  |  |           |  |
|                     |   | …                 | …        |  |  |       |  |  |                         |  |  |           |  |
|                     |   | …                 | …        |  |  |       |  |  |                         |  |  |           |  |
|                     |   | …                 | …        |  |  |       |  |  |                         |  |  |           |  |
|                     |   | …                 |          |  |  |       |  |  |                         |  |  |           |  |

## Linea di successione
|                       |                           |                           |                      |                     |                           |                           |                                 |                                 |
|                       |                           |                           |                      | · Linea antica      |                           |                           |                                 |                                 |
|                       |                           |                           |                      |                     |                           |                           |                                 |                                 |
|                       |                           |                           |                      |                     |                           |                           |                                 |                                 |
|                       |                           |                           |                      | Lorenzo *1394 †1440 |                           |                           |                                 |                                 |
|                       |                           |                           |                      |                     |                           |                           |                                 |                                 |
|                       |                           |                           |                      |                     |                           |                           |                                 |                                 |
|                       |                           |                           | Francesco *? †?      | Francesco *? †?     | Pierfrancesco *1430 †1476 | Pierfrancesco *1430 †1476 |                                 |                                 |
|                       |                           |                           |                      |                     |                           |                           |                                 |                                 |
|                       |                           |                           |                      |                     |                           |                           |                                 |                                 |
|                       |                           |                           | Lorenzo *1463 †1503  | Lorenzo *1463 †1503 |                           |                           | Giovanni *1467 †1498            | Giovanni *1467 †1498            |
|                       |                           |                           |                      |                     |                           |                           |                                 |                                 |
|                       |                           |                           |                      |                     |                           |                           |                                 |                                 |
|                       | Pierfrancesco *1487 †1525 | Pierfrancesco *1487 †1525 | Averardo *? †?       | Averardo *? †?      | Vincenzo *? †?            | Vincenzo *? †?            | Ludovico [Giovanni] *1498 †1526 | Ludovico [Giovanni] *1498 †1526 |
|                       |                           |                           |                      |                     |                           |                           |                                 |                                 |
|                       |                           |                           |                      |                     |                           |                           |                                 |                                 |
| Lorenzino *1514 †1548 | Lorenzino *1514 †1548     | Giuliano *1520 †1588      | Giuliano *1520 †1588 |                     |                           |                           | Linea Granducale ·              | Linea Granducale ·              |

## Nei media
Lorenzo di Giovanni de' Medici, interpretato da Stuart Martin, è uno dei protagonisti della prima stagione della serie televisiva I Medici, alla fine della quale muore assassinato dopo aver scoperto del complotto organizzato dal banchiere Andrea de' Pazzi.